# Spirál csoport

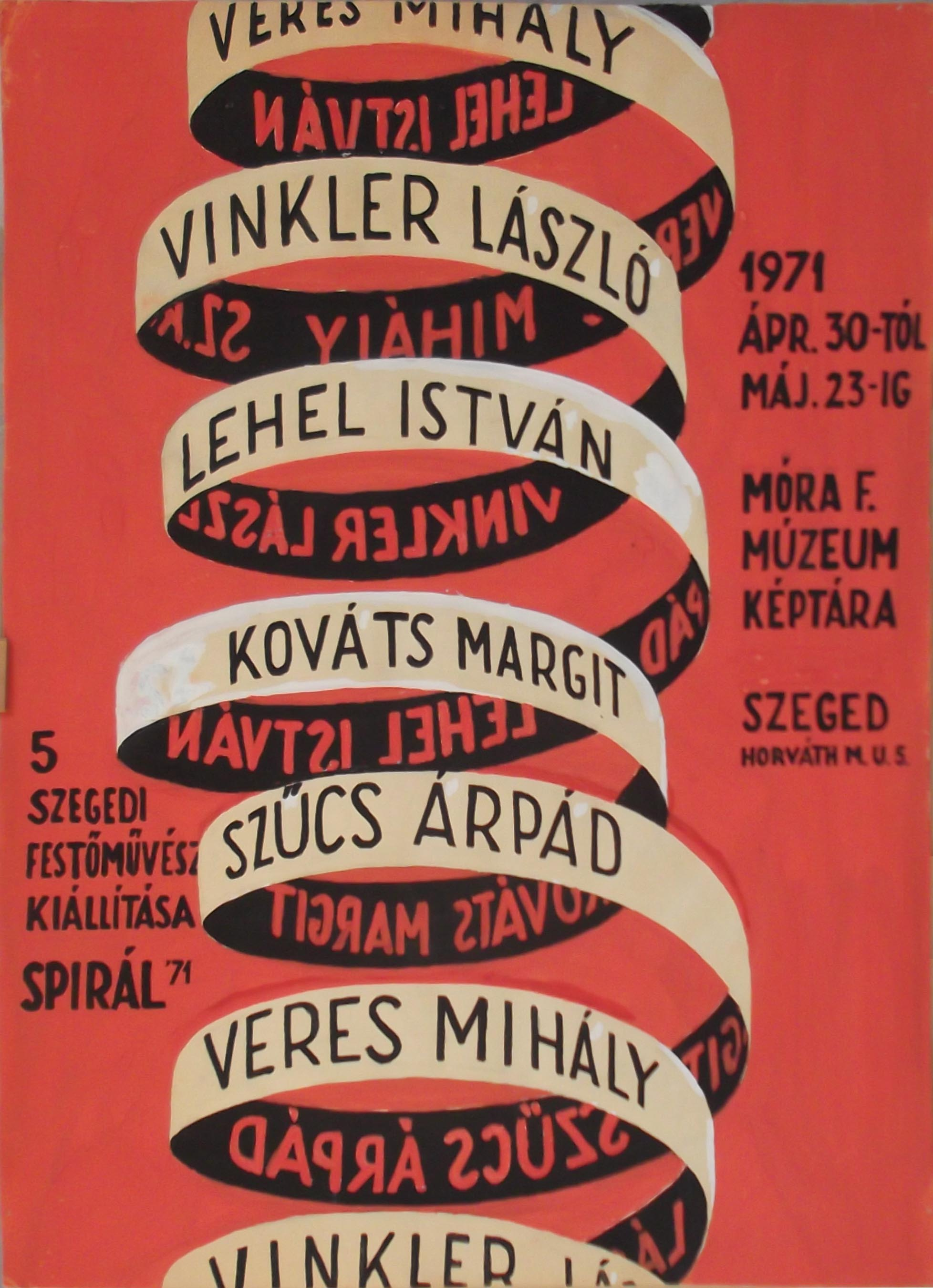
Szűcs Árpád: Spirál kiállítás plakátja, 1971.

A Spirál Csoport (Spirál-kör, Szegedi Ötök) 1971-ben alakult Szegeden, a Kossuth (ma Sóhordó) utca 10. 2. emelet 7-ben, a művészházaspár, Szűcs Árpád és Sz. Kováts Margit lakásában. A lakás szinte szalonként működött, gyakran fordultak meg ott költők, írók, festőművészek, újságírók, professzorok, a szegedi értelmiség elitje. Előadások, felolvasások, viták követték egymást.
Vinkler László festőművész, a szegedi Tanárképző Főiskola Rajz- és Művészettörténeti Tanszék alapítója is gyakori vendég volt. A tehetséges tanítványaival a főiskolai évek után is tartotta a kapcsolatot, korrigálta a munkáikat, lelki mentoruk volt az útkeresésben, az egyéni hang megtalálásában.
A szocialista kultúra vezetői Szegeden is elvárták, hogy a művészek a kor szellemében alkossanak. Az alkotók egy része – a biztos megélhetést is kockáztatva – nem akart az elvárásoknak megfelelni, megtartották az egyéni hangjukat. Vinkler ezek legtehetségesebbjeit maga köré gyűjtötte, s a „világmegváltó beszélgetések” közben jött az ötlet, hogy álljanak össze egy művészeti csoportba. Megalapították a Spirált.
A csoport tagjai voltak Vinkler mellett Lehel István (Sz. Kováts Margit szerint ő  volt a „szegedi Klee”), Sz. Kováts Margit organikus-szürrealista, Szűcs Árpád konstruktivista-pointillista és Veres Mihály posztexpresszionista festőművészek.
A kiállítás plakátja Szűcs Árpád munkája.
Közös kiállítást terveztek, de a Magyar Képző- és Iparművészeti Lektorátus az 1971. április 30-tól tervezett kiállítás megrendezését –a párt nyomására - végül nem engedélyezte.
Veres Mihály 1987-ben így vallott erről: „Nem elkülönülési szándék volt ez, elismerve, tisztelve becsültük a többieket is. A vásárhelyi, az alföldi realizmus képviselőit. Mi néhányan ablakot akartunk nyitni Európára. A közös kiállításunk zsűrizett anyaga már együtt volt, plakát, meghívó és akkor talán egy telefon valahonnan, és a kiállítás elmaradt.”
A betiltás után a szegedi művészek egy része elfordult az alkotóktól, mint veszélyes elemektől, de volt, aki a rendszerváltás után már magát is odalátta az „Ötökbe”. Hemmert János festőművészről több publikáció is azt állította, hogy közéjük tartozott :
- Délmagyarország, 1986. 12.20. Felhős ég alatt, Tandi Lajos[1]
- Délmagyarország, 1987.01.17. Felhőkémlelés helyett, Tóth Attila,[2]
- Tandi Lajos: Szegedi Festők, könyv,  1997. 16. oldal,[3]
- Szuromi Pál: Őszi szélsodrásban, könyv, 2006. 18. oldal[4]

Ezt a tévedést tisztázta Szűcs Árpád 2007. február 3-án a Délmagyarországban publikált Kik voltak a Spirál-kör tagjai?című, Szuromi Pálnak címzett olvasói levelében:
…”Korábbi szavam elszállt, ezért neked írva közhírré teszem: Hemmert Jánosnak semmi köze nem volt a csoporthoz. Írhatjátok róla, hogy modern, avantgárd fenegyerek, és bármi egyebet, de hamis ismereteket ne terjesszetek. Nem ellene írom ezt, hanem a korrekt tájékoztatás érdekében. Neki érthetően tetszhet ez az általatok kreált státusz, és nincs „ereje”, hogy valljon a tévedésről”…